# Als wir träumten (Roman)
Als wir träumten ist der Debütroman des Leipziger Schriftstellers Clemens Meyer. Der Wenderoman wurde 2006 veröffentlicht und handelt vom von Drogen, Gewalt und inniger Freundschaft geprägten Alltag der Jugendlichen Daniel, Rico, Mark und Paul während des Zeitraumes von 1985 bis 1995. Der Roman wurde 2006 für den Preis der Leipziger Buchmesse nominiert und 2015 von Regisseur Andreas Dresen verfilmt.

## Die Handlung
Der Roman handelt von Daniel Lenz, der in Erinnerungen an seine Jugendzeit schwelgt. Diese werden antichronologisch erzählt und spielen in Leipzig während der Wendezeit zwischen 1985 und 1995. Zusammen mit seinen Freunden Rico Grundmann, Mark Bormann, Walter Richter, Stefan „Pitbull“ Schulte und Paul Jendroschek erlebt er eine Jugend, die von Drogenkonsum, Vandalismus, Diebstahl und Gewalt dominiert ist. Abgesehen davon behandelt der Roman Themen wie die politischen Auseinandersetzungen in der DDR, komplizierte Familienverhältnisse, Freundschaft und die Liebe.
Daniel Lenz besucht zusammen mit seiner Freundesgruppe die Grundschule. Dabei wird er durch seine Freunde bereits im jungen Alter mit der Welt der Kriminalität vertraut gemacht. Sie beginnen gemeinsam zu klauen, sich zu prügeln und sich den Ratschlägen sowie Forderungen autoritärer Personen zu widersetzen.
So muss sein Freund Rico mit zehn Jahren zum ersten Mal im Jugendwerkhof seine Strafe absitzen.
Des Weiteren bekommen Daniel und seine Freunde einen Klassenleitertadel, weil sie verbotener Weise an einer Montagsdemonstration teilnehmen. Daniels Vater wird wegen schwerer Körperverletzung verhaftet und zu einer Freiheitsstrafe verurteilt.
Aufgrund seines kriminellen und gewalttätigen Handelns lassen sich Daniels Eltern schließlich scheiden. Vor der Verhaftung des Vaters werden dieser und seine Freunde nach Schulschluss oft von Daniel in ihrer Stammkneipe „Silberhöhe“ besucht. Diesen Stammtisch verbindet die gemeinsame Begeisterung für den Fußballverein “BSG Chemie Leipzig”, sodass die Leidenschaft früh auf Daniel abfärbt. Auch sein Freund Rico ist großer „Chemiker“. Bei ihren Stadionbesuchen geraten die beiden in zum Teil auch gewaltvolle Konflikte mit Hooligans konkurrierender Vereine und werden auch einmal Zeugen einer Auseinandersetzung zwischen diesen und der Polizei, bei der auch Tränengas und Schusswaffen eingesetzt werden. Clemens Meyer bezieht sich hier auf ein reales Ereignis. Der Berliner Fußballfan Mike Polley wurde bei Ausschreitungen während des Fußballspiels FC Sachsen Leipzig (vormals Chemie Leipzig) gegen FC Berlin (vormals BFC Dynamo) am 3. November 1990 in der Nähe des Bahnhofs Leipzig-Leutzsch von Schüssen der Bereitschaftspolizei, die mit viel zu wenig Kräften vor Ort und aufgrund der Situation mit einer hohen Zahl gewaltbereiter Fans völlig überfordert war, tödlich getroffen.
Daniel erinnert sich daran, wie er schon mit 14 Jahren fast täglich von der Polizei nach Hause oder auf die Wache gebracht wird. Die Nächte, in denen die Clique geschnappt wird, betitelt er als „Grüne Nächte“. Dabei bereuen die Freunde weniger, was sie getan haben, sondern vielmehr, dass sie erwischt wurden.
Durch Daniels Verhalten kommt es zu Konflikten mit seiner Mutter, welche in ihrem Sohn die kriminellen und gewalttätigen Züge seines Vaters wiedererkennt.
Doch nicht nur Daniel, sondern auch seine Freunde neigen zu handgreiflichen Taten. Besonders Rico, der schon seit der Kindheit im Boxclub trainiert und dadurch ein sehr großes Selbstbewusstsein in Bezug auf seine Fähigkeit, sich im Zweikampf durchzusetzen entwickelt, schreckt nie vor Gewalt zurück. Dies führt oft zu Schlägereien zwischen ihnen und rechtsextremistischen Gruppierungen, welche „Glatzen“ genannt werden. Mitglied einer solchen Gruppe ist Estrellita, Daniels unerwiderte Jugendliebe. Jedoch wird nicht nur geschlagen und geprügelt, sondern auch fremdes Eigentum geklaut und zerstört.
Aufgrund eines Einfalls beschließen die Jungs, einen Technoclub namens „Eastside“ zu eröffnen, welcher nach kurzer Zeit von einer rechten Gruppe, den sogenannten „Markkleebergern“, zerstört wird. Mark greift während dieser Zeit auch zu synthetischen Drogen und wird zunehmend immer abhängiger. Daniel versucht dauerhaft Mark aus seiner Sucht zu befreien, doch er gibt sich immer weiter den Drogen hin, die ihn letztendlich zugrunde richten.
Daniel entwickelt aus Marks Tod heraus Hass auf seinen Freund Pitbull, da er Mark weiterhin Drogen verkaufte, statt ihm zu helfen, den Drogenkonsum zu unterlassen. Er konfrontiert Pitbull mit diesem Problem und fordert von ihm, sich zu verziehen, wodurch sich ihre Wege trennen.
Daniel wird aufgrund von Sachbeschädigung zu einem Monat Jugendarrest in der Anstalt Zeithain verurteilt. Als er aus seiner Inhaftierung zurückkehrt und mit seinen Freunden den damaligen Lebensstil fortsetzt, bringt dies fatale Folgen mit sich. Walther, welcher eigentlich ein begnadeter Autoknacker und -fahrer war, stirbt bei einem Verkehrsunfall nach einem seiner Autodiebstähle.
Nachdem er am Ende seiner Erzählungen angelangt ist, offenbart sich dem Leser Daniels Schicksal jedoch nicht. Doch so viel ist sicher, er steht nicht selbständig im Leben, sondern ist stark von seiner Jugendzeit mitgenommen und zutiefst geprägt. Seine engsten Freunde sind entweder tot oder im Gefängnis.

### Die Handlung in chronologischer Reihenfolge
| Kapitelname / Seite                      | zeitliche Einordnung                            | Handlung |
| ---------------------------------------- | ----------------------------------------------- | --- |
| Nachspielzeit, S. 181–188                | 1983/84 7–8 Jahre                               | - nach einem Fußballspiel von Chemie Leipzig - Daniel sitzt mit Vater (Horst) bei Glatzkopf zu Hause - Armdrückwette um Frau von Glatzkopf |
| In der Silberhöhe, S. 266–284            | Vor 1989 < 13 Jahre                             | - Daniel sucht seinen Vater in der Kneipe „Silberhöhe“ (Stammkneipe des Vaters) - unterhalten sich über die Festnahme von Horst - später zu Hause, Mutter verbietet Daniel in die von ihr genannte „Silberhölle“ zu gehen |
| Immer bereit, S. 145–151                 | 4. Klasse                                       | - Daniel verabschiedet sich von Rico, der in den Jugendwerkhof gebracht wird - Rückblende zur Pionierzeit - Rico verbrannte damals sein Halstuch |
| All die bunten Minen, S. 15–44           | 5. Klasse                                       | - vormilitärische Übungen der Pioniere in der Schule |
| Rückkehr, Abschied, S. 342–357           | ca. 1988 (Rico ist 12 Jahre)                    | - Rico kommt nach 2 Jahren aus dem Jugendwerkhof zurück - will sich an Verrätern von früher rächen - Katja verabschiedet sich von Daniel oder Daniel stellt sich das nur vor - Katja wandert mit ihren Eltern in die BRD aus |
| Als wir Reporter waren, S. 506–518       | 5. / 6. Klasse                                  | - Mark, Rico, Walter und Pitbull machen Interview für die Schülerzeitung mit Fred - reden über Autos, Drogen, Sexhefte und Autoknacken - Jungs sollen Fred Don nennen - gehen gemeinsam in die Kaufhalle etwas klauen - erstes Treffen von „wunderschönen“ Estrellita, welche ab und zu bei Fred wohnt |
| Versammlung, S. 418–441                  | 1989 ca. 13 Jahre 7. Klasse                     | - Montagsversammlung im „Piratenschiff“ - Freunde erhalten Klassenleitertadel, weil die Schüler sich oft im „Piratenschiff“ aufhalten - Freunde nehmen an „Montagsdemonstration“ in Leipziger Innenstadt teil |
| Strahlen, S. 56–66                       | 1989/90 ca. 13/14 Jahre                         | - Mikrowellenbesichtigung bei Mark nach der Schule - schauen sich die Pornoheftsammlung von Marks Vater an - Diebstahl von Tiefkühlpizza, Zubereitung dieser in der Mikrowelle scheitert |
| Schüsse, S. 328–341                      | 1990 ca. 14 Jahre                               | - auf dem Weg zum Fußballspiel BSG Chemie Leipzig gegen BFC Dynamo Berlin geraten Daniel und Rico in der S-Bahn unter die BFC-Fans, geben sich als BFC-Fans aus und spülen ihre Fanschals die Toilette runter - schwere Ausschreitungen vor und nach dem Spiel mit Waffen und Tränengas, ein Toter |
| Großer Wagen, S. 392–409                 | 1990 ca. 14 Jahre                               | - Daniel und Mark liegen auf einem Lagerhallendach auf einem Betriebsgelände und betrachten die Sterne - flüchten vor Wachmännern in die Lagerhalle - Mark will mit Daniel Drogen nehmen, Daniel wirft die Pille weg, zerstören anschließend defekte Monitore |
| Grüne Nächte, S. 174–180                 | 1990                                            | - nachdem Daniel von der Polizei nach Hause gebracht wurde, erinnert er sich an die Festnahme und den Polizeirevieraufenthalt nach dem Lagerhalleneinbruch - Daniel schämt sich für Verärgerung und Enttäuschung der Mutter |
| Hundeherz, S. 448–466                    |                                                 | - Stefans Vater tötet dessen Hund (Pitbull), zu dem Stefan ein besonders enges Verhältnis hat - Stefan verprügelt daraufhin seinen Vater und nennt sich seitdem selbst „Pitbull“ |
| Das schwarze Loch, S. 67–111             | Ca. 1991/92 (Walter 15, bald 16 Jahre)          | Kontakt - Frau Böhme braucht Hilfe, Jungs tragen Kohlen in Wohnung von alter Dame, bekommen dafür Taschengeld und bestehlen sie Konkurrenz - Jungs sind bei Frau Böhme - vor Tür stehen Glatzen, wollen auch das Geld der alten Dame, Schlägerei vor der Tür Ausflüge - Walter betrinkt sich mit Freunden aus Liebeskummer - bricht später in Lottoladen ein - Jungs bringen alte Dame zum Friedhof an das Grab ihres verstorbenen Mannes |
| Straßenköter, S. 292–327                 | 1991 15 Jahre                                   | - Daniel hilft Mark und Rico nicht, als diese von 10–12 Glatzen verfolgt und verprügelt werden - Daniel wird später auch von eben diesen verprügelt |
| Die großen Kämpfe, S. 112–132            | Nach der Wende 1995                             | - Rico und Daniel sind in der Kneipe und schauen Boxkampf im TV (Kampf Rocky vs. Gentleman) - Rückblicke und Vergleiche zu Ricos letzten Boxkampf, den er gegen Eismann verlor |
| Arbeitsbeschaffungsmaßnahmen, S. 442–447 | 1995 nach Renovierung des Jugendclubs           | - Mark und Daniel arbeiten im Jugendclub im Mühlenviertel - Mark macht Ausbildung zum Farbgeber, danach kann er Lehre als Maler machen - treffen auf alten Werklehrer Herr Singer |
| Tattoo-Thilo, S. 285–291                 |                                                 | - drogenabhängiger Ex-Inhaftierter tätowiert Daniel eine Eidechse |
| Rückkehr, S. 152–173                     | Rico kommt aus dem Knast zurück                 | - Rico kehrt aus Gefängnis zurück - Daniel und Rico gehen in einen Stripclub - Estrellita tritt als Tänzerin auf, Rico und Estrellita nehmen gemeinsam Drogen - fahren in ein Bordell, treffen erneut auf Estrellita |
| Eastside Story, S. 251–265               | 1995 ca. 16/17 Jahre                            | - „jüngste Diskobesitzer der Stadt“ mit 16/17 Jahren - Markkleeberger stören zweiten Abend, indem sie alles kaputt machen, später Vergeltung durch Prügelei für die Ehre des Viertels - Clubjahr zerstört durch Drogen und Konflikte zwischen den Jungs |
| Der Flieger, S. 467–471                  | 1995 ca. 16./17. Jahre (während des Clubjahres) | - Streiche an Hasenhof im Club, nur Rico verteidigt ihm - Hasenhofs Selbstmord zu Silvester durch Fenstersturz |
| Pommes fressen, S. 133–144               |                                                 | - Daniel ist im Krankenhaus nach Prügelei mit “Pommes” |
| Jugendarrestanstalt Zeithain, S. 189–243 | 1995 ca. 17 Jahre Winter                        | - Mutter enttäuscht von Daniel - fährt in der Nacht ins Gefängnis für 4 Monate Haft - in der Haft Bekanntschaften gemacht und Monopolyspiele - Paul holt ihn bei Entlassung ab |
| Alle meine Frauen, S. 244–250            | 1996, ein Jahr nach Knast                       | - Mutter erste Frau, die er sieht nach Aufenthalt - träumt von Füßen von „ihr“, Prostituierte ähnelt „ihr“ |

## Die Hauptfiguren

### Daniel „Danie“ Lenz
Er ist am 20. November 1976 in Leipzig geboren und ist die Hauptfigur seiner Freundesgruppe im Viertel Reudnitz. Er ist ein großer Fan von Fußball, vor allem von Chemie Leipzig und diese Begeisterung entstand durch seinen Vater. Seine Mutter leidet sehr unter dem extremen Alkoholkonsum des Vaters, und als dieser die Familie durch den 10-monatigen Aufenthalt im Gefängnis verlässt, ist es Daniels Aufgabe geworden, sich um seine Mutter zu kümmern. Daniel ist immer für seine Freunde da, das zeigt sich, indem er Mark von der Drogenabhängigkeit retten wollte und Rico vor der Polizei versteckte. Er und Pitbull geraten in einen Streit, denn Daniel macht Pitbull für die Drogenabhängigkeit und den Tod von Mark verantwortlich.

### Stefan „Pitbull“ Schulte
Er gibt sich den Spitznamen „Pitbull“ selbst, da er seinen Hund Pitbull durch den gewalttätigen Vater verloren hat. Sein Vater tötet den Hund, indem er ihn aus dem Fenster schmeißt und an diesem Tag hat Stefan den Respekt gegenüber seinem Vater verloren. Der Hund war sein ein und alles, denn er sorgte sich liebevoll um ihn, damit er ihm ein ordentliches Leben ermöglichen konnte. Der Treffpunkt der Freunde befindet sich in seinem Keller, denn dort können sie ungestört Alkohol konsumieren und Zigaretten rauchen. Pitbull hat eine extreme sexuelle und grob aufgeladene Sprache, was sein aggressives Verhalten verstärkt. Seine Gewaltbereitschaft zeigte sich schon in seiner frühen Jugend, denn er verließ das Haus nicht ohne sein Gartenbeil und seitdem ist er als harter Schläger bekannt. Pitbull beginnt in seinem Viertel mit Drogen zu dealen und verdient sich dabei sein Geld.

### Rico Grundmann
In seiner frühen Jugend wollte er Profiboxer werden, seinen Traum gibt er aber nach einem verlorenen Kampf gegen Eismann auf. Das Boxen verschafft Rico ein Selbstbewusstsein in Kampfsituationen und deswegen weicht er nicht vor Schlägereien zurück. Durch Prügeleien und kriminelle Handlungen hat Rico viel Ärger mit der Polizei und verbringt etliche Male seine Zeit im Gefängnis.

### Mark Bormann
Er und Daniel pflegen eine feste brüderliche Beziehung zueinander, denn die beiden haben in ihrer frühen Jugend viele Nachmittage im Kino verbracht. Im Eastside Club sorgt er als DJ für die richtige Musik. Sein Drogenkonsum hat einen abgebrochenen Entzug und eine Überdosis zur Folge.

### Walter Richter
Er ist der Sohn einer Sekretärin der Kirche in Stötteritz, die mit ihm in seiner Kindheit jeden Montag demonstrieren ging und wodurch er sämtliche Versammlungen der Freundesgruppe verpasste. Durch seinen Vater, der Elektriker ist, hat er ein wenig Ahnung von Technik und verlegt die Stromleitungen im Eastside Club. Oft geht er mit Rico und Mark in seine Lieblingskneipe „Pilz“, um sich dort zu entspannen. Walters tödlicher Autounfall wird in 3 Varianten immer wieder neu aufgefasst, weil Daniels Erinnerungen schwammig sind und er sich nicht mehr richtig an den Abend von Walters Tod erinnern kann.

### Paul Jendroschek
Er hat den Ruf als Pornokönig des Viertels, welcher durch seine Begeisterung zu Pornoheften und seine Mitgliedschaft in sämtlichen Videotheken untermauert wird. Seine Erfahrungen mit Frauen kann er an einer Hand abzählen. Mit 17 Jahren hat er seine erste und einzige Frau, ihr Name ist Anna, die nicht nur für Paul zu haben ist. Aufgrund dessen, dass er immer noch sehr an der Beziehung zu Anna hängt, fällt es ihm schwer, neue Beziehungen zu anderen Frauen aufzubauen. In seiner Kindheit und Jugend war er sehr durch den Kontrollzwang seiner Mutter eingeschränkt, da sie ihm oft verbot, rauszugehen.

## Handlungsorte
| Buchstabe | Ort                                                | Beschreibung | Adresse/Bildbeschreibung | Bild |
| --------- | -------------------------------------------------- | --- | --- | ---- |
| Übersicht |                                                    | | |      |
| A         | Silberhöhe                                         | Die Silberhöhe beschreibt den Zusammenkunftsort von Daniels Vater und ihm. Die Silberhöhe war dabei die Lieblingsbar von Daniels Vater und spielt vor allem in Daniels Kindheit eine größere Rolle. | Theodor-Neubauer-Straße 38, Anger-Crottendorf, Leipzig |      |
| B         |                                                    | | Perthesstraße Ecke Dresdner Straße, Leipzig |      |
| C         | Eastside                                           | Im Roman gründet die Clique, die Jungs sind 16 oder 17, einen illegalen Club namens „Eastside“. Der Club wird in einer alten verlassenen Getriebefabrik in der Nähe der S-Bahn eingerichtet, auf deren Grundstück später eine Esso-Tankstelle entstand. Auf dem betreffenden Grundstück in der Zweinaundorfer Straße befindet sich bis heute eine Tankstelle, die mittlerweile unter der Marke HEM betrieben wird. Clemens Meyer bestätigte den Ort in einem Interview, auch existieren Fotos, auf denen der Clubeingang an einem Tor markiert ist. Meyer ging fälschlicherweise von einer Getriebefabrik aus. Jedoch handelte es sich um die Reste der Maschinenfabrik Preuße & Co. AG, welche Falz- und Heftmaschinen herstellte, die u. a. in der Buch- und Zeitungsherstellung Verwendung fanden und bereits 1895 vom benachbarten Konkurrenten Karl Krause übernommen wurde. | Zweinaundorfer Str. 74, Anger-Crottendorf, Leipzig (Bild oben: Im Hintergrund die alte Esso-Tankstelle, um 1995; Bild unten: heutige Tankstelle)                                                                     |      |
| D         | Grüne Aue                                          | Dieses Kleingartenlokal ist Ort der Trauer nach dem Tod von Mark und Walter. Obwohl dies nicht das bevorzugte Lokal der Jungs ist, kommen diese nach der Beerdigung von Mark hier zusammen. Auch gelangt die Gruppe von hier nach Walters Unfall an den Unfallort. | Theodor-Neubauer-Straße 67, Anger-Crottendorf, Leipzig |      |
| E         | Connewitz                                          | Ist Schauplatz im Roman und dort bekannt für die Bande der “Zecken”. Zahlreiche, teils für den Abriss bestimmte Häuser wurden in der Wendezeit von linksalternativen Gruppen besetzt, insbesondere in der Stockartstraße und in der Leopoldstraße. | Eckkneipe in der Simildenstraße, Connewitz, Leipzig (Für die Verfilmung des Romans fanden hier Dreharbeiten für einzelne Szenen statt.)                                                                              |      |
| F         | Anger-Crottendorf                                  | Schauplatz im Roman, hauptsächlich im Bezug zur Eastside. Auch findet die Abreise von Daniel in den Jugendarrest nach Zeithain vermutlich von hier statt. | Blick auf die alte S-Bahn-Haltestelle Anger-Crottendorf (2013 durch eine neue Haltestelle am Gütterring ersetzt) |      |
| G         | Original Leipziger Brauerei-Leipziger Premium Pils | Von dieser Brauerei klauten die Jungen im frühen Jugendalter ihren ersten Alkohol. Besonders betont wird diese als Mittelpunkt des Viertels und ihres Lebens. | Brauerei zu Reudnitz |      |
| H         | Polizeirevier Südost                               | Während ihrer Jugend verbrachten die Jungs mehrfach ihre Nächte in der Ausnüchterungszelle im Polizeirevier Südost. | Witzgallstraße 22, Reudnitz-Thonberg, Leipzig Polizeirevier bis 2013, heute Sitz der Jugendgerichtshilfe, eines Kommissariats und einem Teil der Staatsanwaltschaft                                                  |      |
| I         | Verschissenste Straße                              | Im Roman wird die Mölkauer Straße als verschissenste Straße der ganzen Stadt beschrieben. Die Straße und ihre Umgebung galten in der Realität lange Zeit als Sinnbild für die Vernachlässigung im Leipziger Osten. | Blick auf das Haus Mierendorffstraße 58, Anger-Crottendorf, Leipzig 2001 wurde die Mölkauer Straße in Folge der Eingemeindung Mölkaus und einer dadurch entstandenen Straßendopplung in Mierendorffstraße umbenannt. |      |
| J         | Kino (Palast-Theater)                              | Dieses Kino spielte vor allem für Mark nach dem Brand des Kinos als Rückzugsort eine Rolle. Es war damals von großer Beliebtheit. | Oberdorfstraße 22, Stötteritz, Leipzig Das Palast-Theater (Bild im Zustand von 1997) verfiel nach der Wende und wurde 1999 abgerissen. Das Grundstück wird gerade (2023) neu bebaut.                                 |      |
| K         | Jugendarrestanstalt Zeithain                       | Sowohl Rico als auch Daniel verbrachten zeitweise ihre Jugend in der Jugendarrestanstalt in Zeithain. | Industriestraße E 2, 01612 Glaubitz Die Justizvollzugsanstalt Zeithain wurde von 1991 bis 2007 als sächsische Jugendstrafanstalt geführt.                                                                            |      |
| L         | Grünau                                             | Stadtteil in Leipzig West, in dem die “Glatzen” wohnen und das berühmte Leistungszentrum Leipzig stand. Dieses hatte eine besondere Bedeutung für Rico. | Grünau ist gekennzeichnet durch zahlreiche Plattenbauten, hier Plattenbau am Grund |      |
| M         | Alte Spielzeugfabrik                               | Walters Mutter arbeitete in der alten Spielzeugfabrik “Volkseigene Betrieb Duroplastspielwaren und Stempelsortimente”. Dies sorgte dafür, dass die Gruppe regelmäßig von Walter kleine Spielwaren erhielt. 1990 wurde diese zur GmbH umgewandelt und alle Arbeiter entlassen, sowie bis 1993 das Fabrikgebäude abgerissen. | Leerstehendes Fabrikgelände in Plagwitz |      |

## Literarische Besonderheiten

### Montageroman

#### Beleg am Text

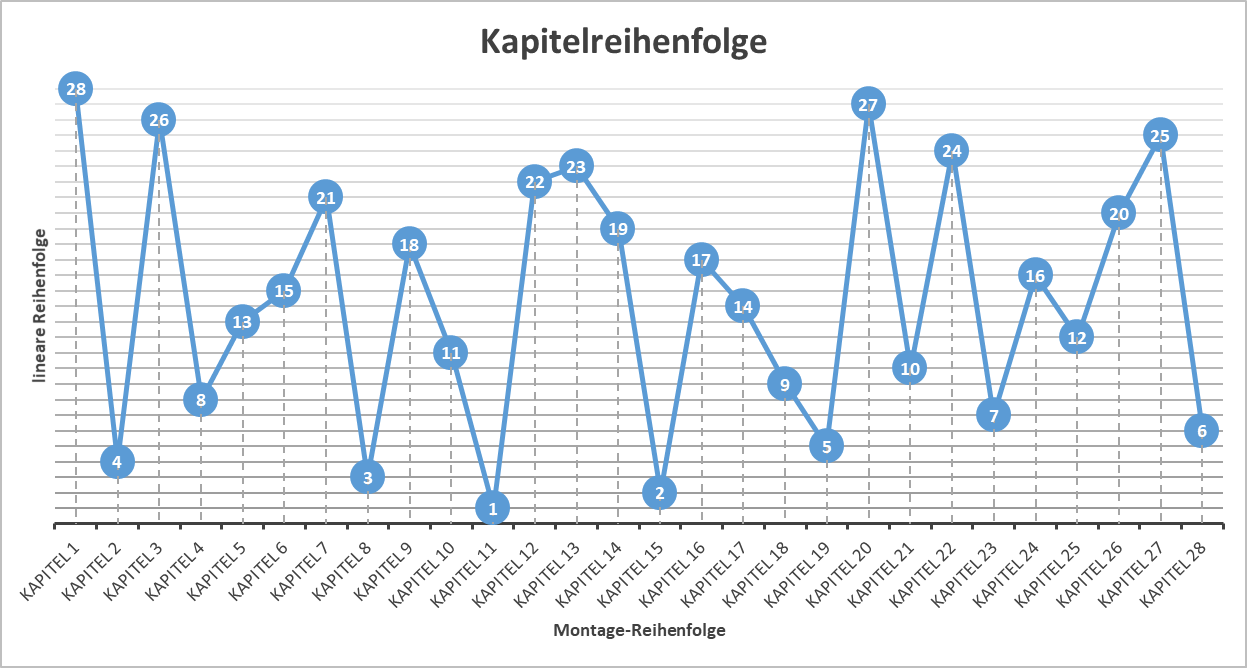
Graphische Darstellung der inneren Kapitelreihenfolge des Romans gegen die Montagereihenfolge

In der Literatur steht Montage für das Zusammenfügen verschiedener einzeln betrachteter Textteile innerhalb eines Romans. Im Roman „Als wir träumten“ von Clemens Meyer wird vorwiegend die Montagetechnik der Zeitsprünge genutzt. Aufgrund dieser wird die Handlungsreihenfolge und somit auch das Auftauchen der unterschiedlichen Figuren verändert. Hierzu zwei Beispiele:
Im Kapitel „Straßenköter“ (im Buch Kapitel 17) ist ein erstes Beispiel für den Hinweis, dass der Roman ein Montageroman ist, denn es wird beiläufig erwähnt, dass Walter bereits tot ist. Er ist in den darauffolgenden Kapiteln weiterhin am Leben und interagiert auch mit seinen Freunden. Wie Walter gestorben ist, wird im Kapitel „Kleiner Rennfahren“ (im Buch Kapitel 22) in drei verschiedenen Versionen genauer beschrieben. Im nächsten Kapitel „Versammlungen“ (im Buch Kapitel 23) besucht er mit seiner Mutter die Kirche und kann deshalb nicht zur Versammlung mit seinen Freunden gehen. An diesem Textbeispiel wird die Montage im Buch deutlich, denn bei einer linearen Reihenfolge könnte Walter in diesem Kapitel eigentlich nicht mehr existieren.
Ein weiterer Hinweis, dass der Roman als Montageroman geschrieben ist, wird im Kapitel „Kinderspiele“ (im Buch Kapitel 1) deutlich, weil Daniel von einem Freund berichtet, der Stefan heißt, aber Pitbull genannt wird. Im weiteren Verlauf des Buches ist immer nur vom Namen Pitbull die Rede. Allerdings wird im Kapitel „Hundeherzen“ (im Buch Kapitel 25) näher erläutert, weshalb er Pitbull genannt wird. Anhand dieses Textbeispiels wird die Montage im Buch deutlich, denn bei einer linearen Reihenfolge wäre der Leser bereits über die Namensgebung in Kenntnis gesetzt.

#### Wirkung der Montage
Montage kann auf unterschiedliche Art und Weise wirken, weil verschiedene Arten von Montagetechniken existieren.
Dem Leser ist zu Beginn nicht klar, dass der Roman als Montageroman geschrieben wurde, der nicht linear erzählt ist. Im Roman „Als wir träumten“ kann jedes Kapitel für sich selbst stehen, ist eine Art Kurzgeschichte. Die Kapitel könnten also beliebig miteinander getauscht werden, ohne dass der Inhalt des Romans sinnentstellend ist.
Die Montagemethode von Clemens Meyer führt innerhalb des Buches zu einem Spannungsaufbau. Im ersten Kapitel „Kinderspiele“ (im Buch Kapitel 1) wird der Leser in Kenntnis gesetzt, wie die Schlusssequenz des Romans aussieht. Mit der Frage, wie es zustande kommt, wird der Spannungsaufbau zur Geltung gebracht.
Der Buchtitel „Als wir träumten“ wurde von Clemens Meyer bewusst gewählt. Der Titel ist in der Vergangenheitsform geschrieben, da das gesamte Buch eine Erinnerung der Hauptfigur an seine eigene Kindheit ist. Das Abrufen von Erinnerungen geschieht nicht immer linear, deshalb sind die Kapitel nicht in der richtigen Handlungsreihenfolge strukturiert. Die Bezeichnung „Traum“ im Buchtitel lässt darauf schließen, dass nicht ganz genau klar ist, was Wirklichkeit und Vorstellung der Hauptfigur darstellt, was ebenfalls durch die Montagetechnik verdeutlicht wird. Dies kann im Kapitel „Kleiner Rennfahrer“ (im Buch Kapitel 22) beobachtet werden, da Walters Tod in drei verschiedenen Versionen dargestellt wird.
Der Sinn des Buchtitels spiegelt sich also durch die Montagetechnik im ganzen Roman wider.

### Sprachliche Mittel
Ein Wechsel zwischen den Zeitformen Präsens und Präteritum zwischen den Kapiteln findet statt. Der Text ist oft hypotaktisch geschrieben (vgl. S. 9). Auch ist ein Verbalstil erkennbar (vgl. S. 7).
Dabei ist die Sprache der Figuren von Beleidigungen, einer vulgären Art und den typischen umgangssprachlichen Verkürzungen geprägt. Zum Beispiel: „Du kleines Schwein“ (S. 177) und „Solche Schweine, solche verdammten Schweine!“ (S. 144) und „´n Auto mit ´ner Kette reicht“ (S. 102).
Anaphern und Epiphern werden verwendet, um wiederholt auf bestimmte Gegebenheiten hinzuweisen, die wichtig erscheinen (z. B. S. 8). Wenn Daniel sich seiner Erinnerungen nicht sicher ist, dann nutzt er meist Einschübe oder rhetorische Fragen (z. B. S. 123, 192).

### Literarische Finte
Eine Finte kann ebenso definiert werden, als Ausflucht oder Täuschung.
Dabei schreibt der Autor über ein Ereignis und revidiert dieses. Ein Beispiel findet sich auf Seite 148. Dabei rangeln Maik und Daniel miteinander, obwohl sie in der Realität auf der Bank sitzen und sich unterhalten.
Der Leser wird von den Finten verunsichert und liest dadurch aufmerksamer und konzentrierter und hinterfragt das Gelesene mehr. Finten können als alternative Begebenheiten und unterschiedliche Leben gesehen werden. Außerdem werden so Variationen dem Leser aufgezeigt. Dabei stehen die literarische Finte, der Traum und die Erinnerung in Wechselwirkung zueinander.

#### Der Traum
Der Traum ist ein wesentlicher Bestandteil des Buches, was schon im Titel deutlich wird.
Ein Merkmal des Traumes ist die Vielschichtigkeit. Er kann einerseits im Schlaf auftauchen (siehe Definition), andererseits kann der Traum aber auch einen Wunsch darstellen.
Im Buch wachsen die Jugendlichen in der Zeit der Wende auf, die sehr ungewiss und unsicher ist. Um sich Perspektiven zu schaffen, träumen sie sich in eine andere Welt, in der sie erfolgreich sein können (z. B.: vgl. S. 264). Ricos Traum ist es, Boxer zu werden (S. 120). Hierbei wird auch deutlich, dass der Traum eine Rettung ist. Denn Rico sagt, er wolle mit allem aufhören, wenn er erstmal Boxerprofi sei. Jeder der Freunde hat seinen eigenen individuellen Traum, ein Ziel, was sie leben möchten.

#### Die Erinnerung
Erinnerungen enthalten bildhafte Szenen, an deren Details das Gehirn sich jedoch nicht immer vollständig erinnern kann, da das Gedächtnis nicht in der Lage dazu ist.
Der Ich-Erzähler Daniel verknüpft beim Erinnern Gegenwart und Vergangenheit (z. B.: vgl. Seite 28). Das Erinnern kann jedoch Lücken aufweisen (z. B.: vgl. Seite 123).
Je stärker die Emotionen in der jeweiligen Situation waren, desto intensiver ist das Erinnern danach, wie auch Daniels Perspektiven beweisen, zum Beispiel sind die Erinnerungen an Katja sehr deutlich (z. B.: vgl. Seite 23, 25).

## Textfassung
- Als wir träumten Roman. S. Fischer, Frankfurt am Main 2006, ISBN 3-10-048600-5